# سوناو يوشيدا
سوناو يوشيدا (باليابانية: 吉田直) (24 أكتوبر 1969، آشيا في اليابان - 15 يوليو 2004، طوكيو في اليابان)؛ مانغاكا، كاتب وروائي ياباني.

## روابط خارجية
- سوناو يوشيدا على موقع IMDb (الإنجليزية)
- سوناو يوشيدا على موقع ميوزك برينز (الإنجليزية)